# Pierre Wagner (Künstler)
Pierre Wagner (* 9. September 1897 in Paris; † 1943 in Douarnenez) war ein französischer Maler. Er stellte vor allem Ansichten der Küste in der Bretagne und das Leben der lokalen Fischer und deren Familien dar.

## Leben und Wirken
Pierre Wagner studierte akademische Malerei an der École des arts décoratifs in Paris und anschließend an der Académie Julian, wo er mit Künstlern aus aller Welt zusammentraf. Nach einer strengen Ausbildung in der Maltechnik setzte Wagner sein Studium an der École des Beaux Art in Paris fort, wo ihn der Maler Lucien Simon unterstützte und ausbildete.
Wagner zeigte seine Werke ab 1925 im Salon des Independents, ab 1927 im Salon d’Automne und anschließend im Salon des Independents in Bourges und Bordeaux. Er war stark von Grafikdesigns und Plakaten des Art déco beeinflusst, die in Frankreich zwischen den beiden Weltkriegen äußerst beliebt waren. Er versuchte, in seinen Kompositionen die Form zu verflachen und die Farbmodulation zu reduzieren.
Wagner malte wie sein Lehrer Simon hauptsächlich Marinen in der Bretagne, insbesondere Douarnenez. Diese waren zunächst eher zart und postimpressionistisch, später kräftiger und realistisch. Käufer dieser Arbeiten waren oft wohlhabende Bürger, die in der Zwischenkriegszeit vermehrt die Sommer am Atlantik verbrachten. Zu Wagners Gesamtwerk gehören außerdem Porträts einheimischer Fischer und Bauern sowie Genrestücke mit Szenen aus dem bretonischen Leben.
Wagner war Mitglied der Société nationale des beaux-arts und wurde in die Ehrenlegion aufgenommen. Er war somit „Chevalier de l’Ordre de la Légion d’Honneur“.